# Malý kopec
Malý kopec lub Malý vrch (726 m n.p.m., niem. Kleiner Berg) – góra w północnych Czechach, w Sudetach Środkowych, w Górach Kamiennych, w paśmie Gór Suchych (cz. Javoří hory).
Wzniesienie położone w Sudetach Środkowych, w Górach Kamiennych, w zachodniej części pasma Gór Suchych, w bocznym grzbieciku, odchodzącym ku południowi pomiędzy Koziną a Kopicą. Na zachód od niego leży bliźniaczy grzbiecik z wierzchołkiem Březový vrch. Na północ, grzbietem Gór Suchych biegnie polsko-czeska granica państwowa. Na południowym zachodzie, w dolinie potoku o nazwie Dobrohošťský potok, leży miejscowość Vižňov, natomiast na południowym wschodzie Ruprechtice.
Szczyt porośnięty lasem świerkowym (monokultura świerkowa), miejscami buczyną z domieszką świerka. Znajduje się w Obszarze Chronionego Krajobrazu Broumovsko.